# تپه شماره ۳ تجره
تپه شماره ۳ تجره مربوط به سدهٔ ۷ و ۸ ه.ق است و در شهرستان ورامین، بخش جوادآباد، روستای تجره واقع شده و این اثر در تاریخ ۱۲ بهمن ۱۳۸۱ با شمارهٔ ثبت ۷۴۳۴ به‌عنوان یکی از آثار ملی ایران به ثبت رسیده است.